# Seznam zápasů české fotbalové reprezentace 2006
V roce 2006 odehrála česká fotbalová reprezentace celkem 13 mezistátních zápasů, z toho 3 na MS 2006, 4 kvalifikační o ME 2008 a 6 přátelských. Celková bilance byla 7 výher, 3 remízy a 3 prohry. Hlavním trenérem byl Karel Brückner.

## Přehled zápasů
| 1. března 2006 přátelský |       |                                 |                                                                             |
| Turecko                  | 2 – 2 | Česko                           | Atatürkův olympijský stadion, Smyrna diváci: 58 000 rozhodčí: Florian Meyer |
| Ümit 89', 90'            |       | 20' (pen.) Poborský 61' Štajner | Atatürkův olympijský stadion, Smyrna diváci: 58 000 rozhodčí: Florian Meyer |

| 26. května 2006 přátelský        |       |                |                                                                |
| Česko                            | 2 – 0 | Saúdská Arábie | Tivoli Neu, Innsbruck diváci: 4 000 rozhodčí: Thomas Einwaller |
| Baroš 15' Jankulovski 90' (pen.) |       |                | Tivoli Neu, Innsbruck diváci: 4 000 rozhodčí: Thomas Einwaller |

| 30. května 2006 přátelský |       |           |                                                                           |
| Česko                     | 1 – 0 | Kostarika | Stadion Střelnice, Jablonec nad Nisou diváci: 6 244 rozhodčí: Ferenc Bede |
| Lokvenc 82'               |       |           | Stadion Střelnice, Jablonec nad Nisou diváci: 6 244 rozhodčí: Ferenc Bede |

| 3. června 2006 přátelský  |       |                   |                                                          |
| Česko                     | 3 – 0 | Trinidad a Tobago | Letná, Praha diváci: 15 910 rozhodčí: Stefan Johannesson |
| Koller 6', 40' Nedvěd 22' |       |                   | Letná, Praha diváci: 15 910 rozhodčí: Stefan Johannesson |

| 12. června 2006 MS 2006, skupina E |       |     |                                                                                       |
| Česko                              | 3 – 0 | USA | Veltins-Arena, Gelsenkirchen diváci: 52 000 rozhodčí: Carlos Arecio Amarilla Demarqui |
| Koller 5' Rosický 36', 76'         |       |     | Veltins-Arena, Gelsenkirchen diváci: 52 000 rozhodčí: Carlos Arecio Amarilla Demarqui |

| 17. června 2006 MS 2006, skupina E |       |                     |                                                                               |
| Česko                              | 0 – 2 | Ghana               | Köln Arena, Kolín nad Rýnem diváci: 45 000 rozhodčí: Horacio Marcelo Elizondo |
|                                    |       | 2' Gyan 82' Muntari | Köln Arena, Kolín nad Rýnem diváci: 45 000 rozhodčí: Horacio Marcelo Elizondo |

| 22. června 2006 MS 2006, skupina E |       |                           |                                                                             |
| Česko                              | 0 – 2 | Itálie                    | AOL Arena, Hamburk diváci: 50 000 rozhodčí: Benito Armando Archundia Téllez |
|                                    |       | 26' Materazzi 87' Inzaghi | AOL Arena, Hamburk diváci: 50 000 rozhodčí: Benito Armando Archundia Téllez |

| 16. srpna 2006 přátelský |       |                                       |                                                                          |
| Česko                    | 1 – 3 | Srbsko                                | Městský stadion, Uherské Hradiště diváci: 8 047 rozhodčí: Dietmar Drabek |
| Štajner 3'               |       | 41' Lazović 54' Pantelić 70' Trišović | Městský stadion, Uherské Hradiště diváci: 8 047 rozhodčí: Dietmar Drabek |

| 2. září 2006 kvalifikace ME 2008, skupina D |       |                   |                                                                 |
| Česko                                       | 2 – 1 | Wales             | Na Stínadlech, Teplice diváci: 16 200 rozhodčí: Mikael Eriksson |
| Lafata 76', 89'                             |       | 85' (vl.) Jiránek | Na Stínadlech, Teplice diváci: 16 200 rozhodčí: Mikael Eriksson |

| 6. září 2006 kvalifikace ME 2008, skupina D |       |                            |                                                                          |
| Slovensko                                   | 0 – 3 | Česko                      | Tehelné pole, Bratislava diváci: 27 683 rozhodčí: Stephen Graham Bennett |
|                                             |       | 10', 21' Sionko 57' Koller | Tehelné pole, Bratislava diváci: 27 683 rozhodčí: Stephen Graham Bennett |

| 7. října 2006 kvalifikace ME 2008, skupina D                   |       |            |                                                              |
| Česko                                                          | 7 – 0 | San Marino | Stadion U Nisy, Liberec diváci: 9 514 rozhodčí: Vusal Aliyev |
| Kulič 15' Polák 22' Baroš 28', 68' Koller 43', 52' Jarolím 49' |       |            | Stadion U Nisy, Liberec diváci: 9 514 rozhodčí: Vusal Aliyev |

| 11. října 2006 kvalifikace ME 2008, skupina D |       |            |                                                                |
| Irsko                                         | 1 – 1 | Česko      | Lansdowne Road, Dublin diváci: 35 900 rozhodčí: Bertrand Layec |
| Kilbane 62'                                   |       | 64' Koller | Lansdowne Road, Dublin diváci: 35 900 rozhodčí: Bertrand Layec |

| 15. listopadu 2006 přátelský |       |                 |                                                    |
| Česko                        | 1 – 1 | Dánsko          | Letná, Praha diváci: 6 852 rozhodčí: Damir Skomina |
| Baroš 90'                    |       | 28' Løvenkrands | Letná, Praha diváci: 6 852 rozhodčí: Damir Skomina |